# Héctor Osuna Gil
Héctor Daniel Osuna Gil (Medellín, 21 de mayo de 1936) es un caricaturista, periodista y escritor colombiano.

## Biografía
Nació en Medellín, terminó el bachillerato en el Colegio San Bartolomé de La Mercedhizo su curso de sacerdocio jesuita pero no concluyó. Estudio derecho en la Universidad del Rosario y hizo su especialización de dibujo y pintura en la Academia de Estudios Artísticos de Madrid.
Debutó en el diario El Nuevo Siglo en la  sección de caricaturas dirigido por Álvaro Gómez Hurtado, en 1959 entró a el diario El Espectador de las secciones de caricaturas y periodista con Luis Eduardo Caballero y Ricardo Rendón, que se consolidó su carrera creando su serie dominical Rasgos y Rasguños hasta su retiro en el diario.
Colaboró para el Diario del Occidente y la revista Semana. Escribió su primer libro Osuna relata la historia de Colombia y su vida personal. En 2025 fue escogido por la Academia Colombiana de la Lengua como miembro honorario.